# Lysophosphatidylinositol
Lysophosphatidylinositol (LPI) ist das Lysophosphatid des Phosphatidylinositol-4,5-bisphosphats.

## Eigenschaften
Als Lysophosphatid besitzt Lysophosphatidylinositol im Vergleich zum Phosphatidylinositol-4,5-bisphosphat anstatt einer der beiden Esterbindungen zum Glycerol nahe der Phosphatgruppe eine freie Hydroxygruppe. Die hydrolytische Spaltung des Phosphatidylinositol-4,5-bisphosphats zum Lysophosphatidylinositol wird durch die Phospholipase A2 katalysiert. Lysophosphatidylinositol ist ein Neurotransmitter im Endocannabinoid-System und neben dem 2-Arachidonyl-Derivat eines der endogenen Liganden des G-Protein-gekoppelten Rezeptors GPR55. Im Gehirn der Wanderratte sind durchschnittlich etwa 51 % der im Lysophosphatidylinositol enthaltenen Fettsäuren Stearinsäure, weitere 22 % Arachidonsäure. Lysophosphatidylinositol ist im Gehirn an der Vasodilatation und an der Freisetzung von Calcium-Ionen in den Endothelzellen (ein second messenger) der Arterien beteiligt.